# Пураћи
Пураћи су насељено мјесто у општини Прњавор, Република Српска, БиХ. Према попису становништва из 1991. у насељу је живјело 426 становника.

## Становништво
| Демографија | Демографија | Демографија |
| Година      | Становника  | Становника  |
| ----------- | ----------- | ----------- |
| 1961.       | 359         |             |
| 1971.       | 363         |             |
| 1981.       | 384         |             |
| 1991.       | 425         |             |